# Ḩāşel Qūbī-ye Amīrābād
Ḩāşel Qūbī-ye Amīrābād (persiska: حاصل قوبی امیرآباد, حاصِل قوءئ اَمير آباد, Ḩāşel Qū’ī-ye Amīrābād) är en ort i Iran.   Den ligger i provinsen Västazarbaijan, i den nordvästra delen av landet, 500 km väster om huvudstaden Teheran. Ḩāşel Qūbī-ye Amīrābād ligger 1 285 meter över havet och antalet invånare är 694.
Terrängen runt Ḩāşel Qūbī-ye Amīrābād är huvudsakligen platt, men åt sydväst är den kuperad.Runt Ḩāşel Qūbī-ye Amīrābād är det ganska tätbefolkat, med 144 invånare per kvadratkilometer. Närmaste större samhälle är Mīāndoāb, 13,0 km sydost om Ḩāşel Qūbī-ye Amīrābād. Trakten runt Ḩāşel Qūbī-ye Amīrābād består till största delen av jordbruksmark.